# Union des forces démocratiques pour le rassemblement

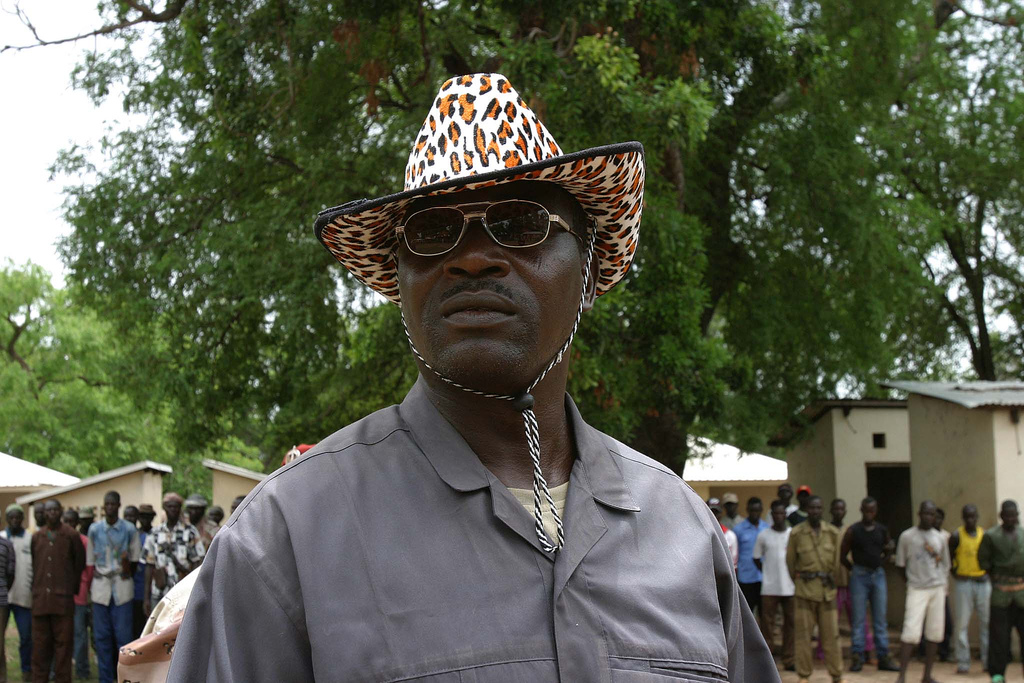
Zacharia Damane, un des chefs de l'UFDR.

L'Union des forces démocratiques pour le rassemblement (UFDR) est un mouvement politico-militaire centrafricain à dominante goula et basé dans le nord-est du pays. Il est fondé le 14 septembre 2006 à Kigali au Rwanda. Ce mouvement a déclenché et mené la première guerre civile centrafricaine (2004-2007), et a joué un rôle clé dans la seconde (2012-2013).

## Origines
L'UFDR a longtemps été un mouvement rebelle basé à Birao. Elle est en grande partie composée d'éléments ayant reçu une formation militaire au sein d'unités de lutte contre le braconnage d'une part, d'anciens membres des forces, surnommés ex-libérateurs, qui ont participé au renversement du président Patassé en 2003 au profit de François Bozizė (mais accusant ensuite ce dernier de ne pas les avoir pas récompensés) d'autre part.
Ce groupement est initialement une coalition de trois mouvements rebelles : le Groupe d’action patriotique pour la libération de Centrafrique, le Mouvement des libérateurs centrafricains pour la justice (MLCJ) du capitaine Abakar Sabone (ex-libérateur et homme de main du général Bozizé lors de son coup d’Etat), et le Front démocratique centrafricain de Justin Hassane (un ancien membre de la garde présidentielle de l’ex-président Patassé).

## Activités
Le 30 octobre 2006, ce groupe rebelle jusque-là inconnu et composé de 150 à 200 hommes, a attaqué et occupé Birao (capitale de la province de Vakaga, dans le nord-est de la RCA). Les semaines suivantes, les éléments de l’UFDR prennent le contrôle de plusieurs autres localités du nord-est avant d'être repoussés par les FACA appuyées par l’armée française et les troupes de la Force multinationale en Centrafrique (FOMUC) à la fin du mois de novembre 2006.
Les 3 et 4 mars 2007, l'UFDR attaque une nouvelle fois et s'empare notamment de Birao. Les assaillants sont repoussés rapidement par les FACA, une nouvelle fois soutenues par la FOMUC et les forces françaises.
Elle a signé un accord de paix avec le gouvernement centrafricain le 1er avril 2007 et a intégré depuis les rangs de la vie politique nationale. Cela ne l'a pas empêchée de rester très critique vis-à-vis du président François Bozizé,.
Toutefois, cet accord a été conclu à l'initiative du chef d’état-major, Zacharia Damane (ancien collaborateur politique du président Patassé déchu) et est rejeté par le président Michel Djotodia. 
En 2012, elle contribue avec d'autres partis s'opposant au régime en place à la constitution de la Seleka.
L'UFDR est présidée par Michel Djotodia, vice-Premier ministre à partir du mois de février 2013, auto-proclamé président de la République le 24 mars 2013 à la suite du départ de François Bozizé.